# Kson
kson（ケイソン）は、日本のストリーマー（配信者）。元ニコ生主でYouTuber（バーチャルYouTuber）。アメリカ合衆国ジョージア州ダンウッディ出身のアジア系アメリカ人。愛称は組長、総長。アメリカ発のVTuberエージェンシー、VShojo（VShojo Japan）所属だったが、2025年7月22日同社が引き起こした不祥事により即日脱退し、個人勢となる。

## 概要
アトランタ以北のダンウッディ出身だが、その町の知名度が低いため、一般にはアトランタ出身と自称。米国で大学卒業後「勉強好き」かつ「働きたくなかった」という理由でさらに別の大学に進学し、卒業。
来日後の2016年5月、ニコニコ動画のゲーム実況動画で動画投稿デビュー。その後YouTubeで投稿を始める。ゲーム実況動画の他、「南部式英語教室」というネイティブ英語を学ぶシリーズを投稿している。
素顔を晒すYouTuberとして活動するほか、「化粧がめんどくさい」という理由からバーチャルYouTuberのkson総長としての顔も持つ。
また2019年ごろからは同じくバーチャルYouTuberの大手事務所に所属し「中の人」として活躍。2つの大手事務所にオーディション動画を送り、どちらからも返事があったがより返事が早かった方からデビューしたという。その事務所内で「大きめのトラブル」が起きたことから2021年に退所するも、ksonとしての個人活動に戻った後のほうが楽しくなくなってしまい、しばらく苦しんだという。
2023年に甲状腺疾患を患い闘病中であることを公表している。
2025年7月22日、VShojoを脱退。

## 経歴
2016年
- 5月1日、ニコニコ動画でゲーム実況動画デビュー。

2017年
- 3月17日、YouTubeで「kson ONAIR」チャンネルを開設[6]。

2020年
- 8月19日、YouTubeチャンネルの登録者数10万人を達成。

2021年
- 6月8日、初の誕生日配信動画で誕生日を公表[9]。
- 10月16日、新衣装「kson総長」披露配信を実施[10]。
- 10月19日、早朝7時からのニュース雑談配信「GMMF (Good Morning MY FANS) 早朝から総長」の配信開始[11]。
- 11月11日、YouTubeチャンネル登録者数100万人を突破[12]。
- 11月19日、個人勢でVtuber界を盛り上げていきたいと語る。[13]

2022年
- 2月10日、2/10～2/21に任侠カフェとコラボカフェを開催[14]。
- 6月26日、3Dモデル「kson総長」披露配信を実施[15]。
- 7月3日、7/1〜7/4にロサンゼルスで開催中の「Anime Expo 2022」において、米国発のVTuberエージェンシー「VShojo」へ加入することが発表された[16]。
- 8月11日、8/11～8/21にMOGRA秋葉原にて「kson ONAIR Popup STORE」を開催[17]。
- 9月9日、9/9～10/10にGiGO/宝島/セガのお店にて「kson✕GiGO」プライズキャンペーンを開催[18]。
- 10月16日、一周年記念3D Liveを実施、3Dモデル「アイドル kson総長」初披露[19]。
- 10月29日、台湾新北市に「Zepp New Taipei」にてファンミーティングイベント「Kson 我血恋 Fan Meeting in Taiwan 2022」を開催。

2023年
- 5月28日、「龍が如く7外伝 名を消した男」生キャバ嬢オーディションのグランプリを受賞した[20]。
- 7月1日、7/1～7/4にロサンゼルスで開催された「Anime Expo 2023」に参加[21]
- 7月15日、7/15～16にマレーシアで開催された「Nijigen Expo 2023」に参加[22]
- 7月22日、台湾で二度目のファンミーティング「Kson GMMF Fanmeeting in TAIWAN」を開催[23]
- 10月2日、甲状腺疾患との診断を受け投薬治療を始めたことを公表
- 11月9日、自身の出演する「龍が如く7外伝 名を消した男」が発売される
- 11月30日、国内では初のファンミーティング「Kson Japan Fan Meeting」を開催[24]

2024年
- 1月26日、自身の出演する「龍が如く8」が発売される
- 2月9日、2/9～2/10にアラバマ州で開催されたイベント「Kami-Con」に参加[25]
- 3月24日、3/24～3/25にニューヨークで開催されたイベント「Tora-Con」に参加[26]
- 6月22日、国内では二度目のファンミーティングとなる「Kson組 組長生誕総會@神田明神ホール」及びMOGRAでのアフターパーティーを開催[27]
- 7月7日、アニメエキスポ2024で行われたコンサート「TUBEOUT! in Los Angeles 2024」に出演[28]
- 8月23日、テレビ朝日で放送された「金曜日のメタバース」に出演、初の地上波TV番組への出演となる[29]
- 8月30日、8/30～9/1にテキサスで開催されたイベント「San Japan」に参加[30]
- 10月26日、友人のぐーたらと合同で台湾でのイベント「Kson & Guutara Halloween Party in Taiwan 2024」を開催[31]

2025年
- 2月21日、自身の出演する「龍が如く8外伝 Pirates in Hawaii」が発売される
- 2月23日、VRChat内で開催されたバーチャルイベント「Sanrio Virtual Festival 2025」にアーティストとして参加
- 2月23日、ニッポン放送で放送されたラジオ番組「ミューコミVR」にゲスト出演
- 7月22日、VshoujoタレントのIronmouseによって、同社は彼女からの寄付金未払問題を暴露した同日、自分に去年9月からの総額数千万円の報酬が未払のままということを自身の配信上で報告。そして7月末脱退の予定になるが、これまで数々の事件を引き起こした会社側に不信感を抱き、さらに今回の報酬未払の一件から、この配信をもってVShojoを脱退することを宣告し、個人勢に戻った[4]。

## 出演

### ゲーム
- シキヨク-死期欲-夢魅テルは夢見てる（2017年、ジェイソン）
- 龍が如く7外伝 名を消した男（2023年、ケイ）
- 龍が如く8（2024年、ケイ）
- 龍が如く8外伝 Pirates in Hawaii（2025年、ケイ）

### TV番組
- 金曜日のメタバース（2024年8月23日、テレビ朝日）

### ラジオ番組
- ミューコミVR（2025年2月23日、ニッポン放送）

### MV
- bbno$「1-800 (ft. ironmouse)」（2025年、特別出演）